# Muzeum sinchajské revoluce (Wu-chan)
Muzeum sinchajské revoluce (čínsky v českém přepisu Sin-chaj ke-ming po-wu-kuan, pchin-jinem Xīnhài Gémìng bówùguǎn, znaky zjednodušené 辛亥革命博物馆, tradiční 辛亥革命博物館) v čínském městě Wu-chan bylo pro veřejnost otevřeno 10. října 2011, v den 100. výročí vypuknutí sinchajské revoluce, která ukončila v Číně dva tisíce let trvající císařskou nadvládu. Porážka dynastie Čching vyústila ve vyhlášení Čínské republiky, jejímž prvním prezidentem se stal Sunjatsen, zakladatel a hlavní představitel Kuomintangu (Čínská národně–lidová strana). Muzeum stejného jména bylo otevřeno ve stejný den v jihočínském městě Kantonu.

## Budova muzea
Masivní budova ve tvaru V byla postavena podle návrhu architektonické kanceláře Wuhan Institute of Architectural Design. Na fasádu budovy byly použity panely z červeného pohledového betonu ve vzhledu hrubého kamene. Tyto velké, ale lehké panely byly vyrobeny z fotokatalytického sklovláknobetonu, což je samočisticí stavební materiál, který též aktivně přispívá ke snížení znečištění okolního ovzduší. Za výrobu a instalaci 30 000 m² fasádních panelů byla odpovědna firma Nanjing Beilida Industrial Co. Ltd.
Budova muzea je, spolu s původní cihlovou budovou, kde se scházeli čelní představitelé povstání a která nese název Památník wuchanského povstání a revoluce 1911 (anglicky: Memorial Hall of the Wuchang Uprising of the 1911 Revolution), součástí komplexu zhruba 18 artefaktů ve Wu-chanu, připomínajících tuto historickou událost.